# Meaux
Meaux är en kommun i departementet Seine-et-Marne i regionen Île-de-France i norra Frankrike. Kommunen är chef-lieu över 2 kantoner som tillhör arrondissementet Meaux. År 2022 hade Meaux 56 659 invånare.
Meaux var tidigare huvudort i Brie och är främst känt för opastöriserad brieost (brie de Meaux) och senap (grovkornig moutarde de Meaux).

## Befolkningsutveckling
Antalet invånare i kommunen Meaux
| Referens: INSEE |